# Birgitta Kolmodin-Hedman
Ej att förväxla med statistikern Birgitta Hedman (född 1936)
Birgitta Kolmodin-Hedman, folkbokförd Birgitta Christina Kolmodin Hedman, född 13 augusti 1937 i Lindesberg, är en svensk läkare.
Kolmodin-Hedman, som är dotter till civilingenjör J. Pettersson och kamrer Gerda, född Kolmodin, blev medicine licentiat 1965 och medicine doktor 1974 på avhandlingen Exposure to Lindane and DDT and its Effects on Drug Metabolism and Serum Lipoproteins. Hon tjänstgjorde vid yrkesmedicinska kliniken i Stockholm 1967–1979, i Uppsala 1979–1981, var professor vid Arbetarskyddsstyrelsen i Umeå, sedermera Arbetslivsinstitutet, 1982–1990 samt professor i yrkesmedicin vid Karolinska institutet och överläkare vid Huddinge sjukhus från 1990. Hon har författat skrifter i toxikologi och yrkesmedicin.